# Гладконоги
Гладконогите (Leiopelma) или примитивните жаби от Нова Зеландия, са род безопашати земноводни принадлежащи към подразред Archaeobatrachia, който включва и друго семейство примитивни жаби от Северна Америка и единствен таксон в семейство Leiopelmatidae. Тяхната сравнително примитивна форма показва, че са с доста древен произход, като фосилите се датират от Ранна юра.
Днес са известни само четири вида от рода, срещат се само в Нова Зеландия.

## Видове
Family Leiopelmatidae
- Род Leiopelma
  - Leiopelma archeyi Търбот, 1942
  - Leiopelma hamiltoni Мак Кълък, 1919
  - Leiopelma hochstetteri Фитзингер, 1861
  - Leiopelma pakeka Бел, Дохърти и Хай, 1998
- Род Ascaphus
  - Ascaphus truei
  - Ascaphus montanus